# Curral Novo do Piauí
Curral Novo do Piauí is een gemeente in de Braziliaanse deelstaat Piauí. De gemeente telt 5.119 inwoners (schatting 2009).